# Roy Z
Roy Ramirez, detto Roy Z (Los Angeles, febbraio 1968), è un musicista, produttore discografico e compositore statunitense.

## Biografia
Oltre ad essere un produttore e compositore è un session man metal americano, infatti suona la chitarra, le tastiere e il basso, ed è conosciuto per i suoi lavori con Bruce Dickinson (Iron Maiden), Rob Halford (Judas Priest) e Rob Rock (Driver). È anche il fondatore e leader dei Tribe Of Gypsies, una band hard rock con influenze latine.
Roy Z, nato come Roy Ramirez a Los Angeles, cambiò negli anni '80 il suo nome perché "i nomi etnici in quel momento non erano considerati trendy!". Roy invertì così Ramirez in Zerimar, facendo sì che il suo pubblico lo accorciasse in Roy Z. Roy iniziò a suonare la chitarra ed a studiare musica già da giovane, sotto l'influenza di musicisti come Uli Roth, Frank Marino, Carlos Santana, Michael Schenker, Jeff Beck e Robin Trower.
Regolarmente presente nella scena hard rock sud-californiana degli anni '80, Roy suonò con band come Driver, Warrior, Gypsy Moreno, Royal Flush e MVP. Nel 1991 formò i Tribe Of Gypsies.
Quando Bruce Dickinson lasciò gli Iron Maiden nel 1993, Roy Z fu ingaggiato insieme ai membri di allora dei Tribe Of Gypsies Dave Ingraham (batteria) e Eddie Casillas (basso). Nacque così l'album eclettico Balls to Picasso, con la ballata Tears of the Dragon. Nel 1996 con i Tribe of Gypsies pubblicò il loro primo album in studio dal titolo omonimo.
Dopo il progetto di Dickinson, Skunkworks, Roy Z tornò in studio col cantante e nel 1997 con Ingraham, Casillias e il chitarrista/compositore Adrian Smith, anche lui allora ex-Maiden, sfornarono Accident of Birth, acclamato dalla critica e diventato album metal dell'anno. Nel 1998 la medesima formazione creò The Chemical Wedding, un concept album dai toni oscuri ed epici.